# Muralha de Ávila

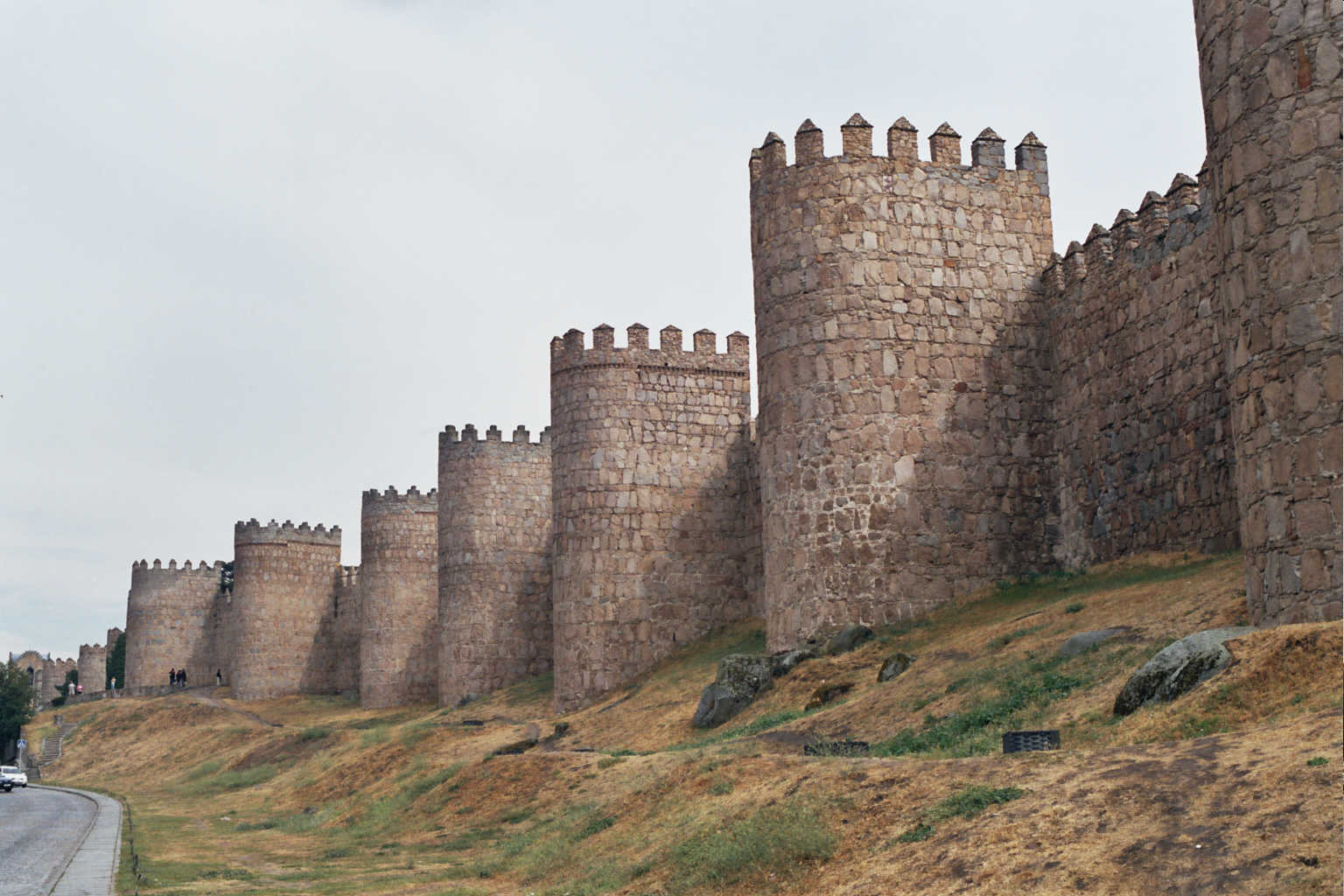
Muralha de Ávila

A Muralha de Ávila é uma muralha militar românica que rodeia a parte antiga da cidade de Ávila, na província homônima, da comunidade autônoma de Castela e Leão, na Espanha.
Na atualidade, a parte antiga, a muralha e as igrejas situadas extramuros são patrimônio da humanidade. É a única construção militar cristã da Europa que se conserva tal e qual foi construída.
Raimundo de Borgonha começou sua construção em finais do século XI, a mando do rei Alfonso VI de Castela, que lhe ordenou repovoar e fortificar as cidades de Segóvia, Ávila e Salamanca. Casandro Romano e Florín de Pituenga passaram a ser os diretores da obra, segundo a historiografia tradicional.
Em 1596, o rei Filipe II de Espanha realizou obras de restauração na muralha.
São muitos os experts que a qualificam como a maior e a mais conservada muralha da Europa. É o monumento completamente iluminado maior do mundo. A muralha, atualmente, tem  2516 metros de perímetro, 2500 ameias, 87 torreões e nove portas, chamadas coloquialmente de arcos, e que são:

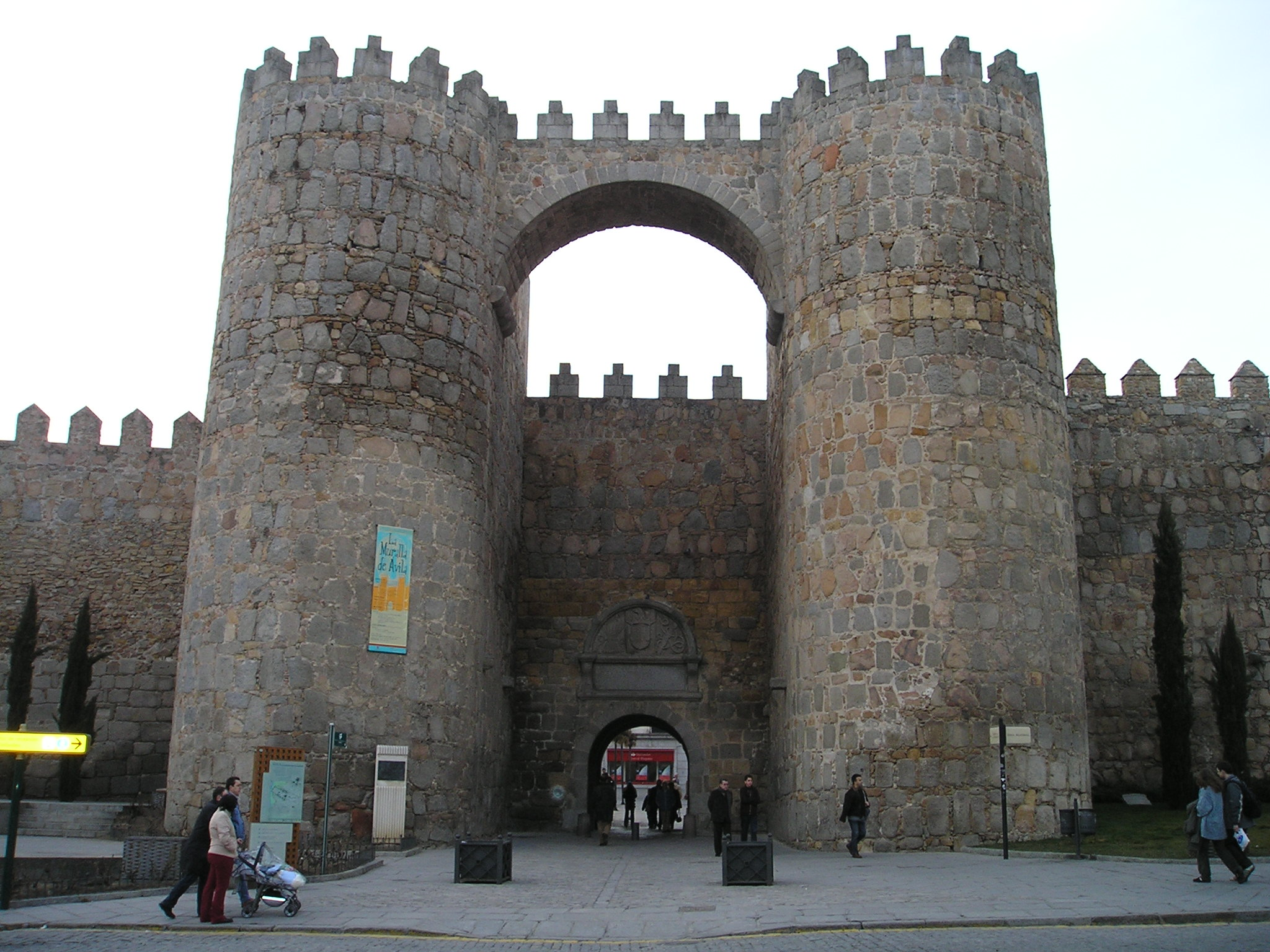
Puerta del Alcazar, situada ao sul a Plaza Mayor

1. La Puerta del Alcázar ou del Mercado Grande
2. La Puerta de la Catedral, de los Leales ou del Peso de la Harina
3. La Puerta de San Vicente
4. El Arco del Mariscal
5. El Arco del Carmen ou de la cárcel
6. La Puerta del Puente ou de San Segundo
7. La Puerta de la Mala Dicha, de la mala Ventura ou, popularmente, arco de los Gitanos
8. La Puerta de la Santa ou de Montenegro
9. La Puerta del Rastro de Grajal ou de la Estrella.

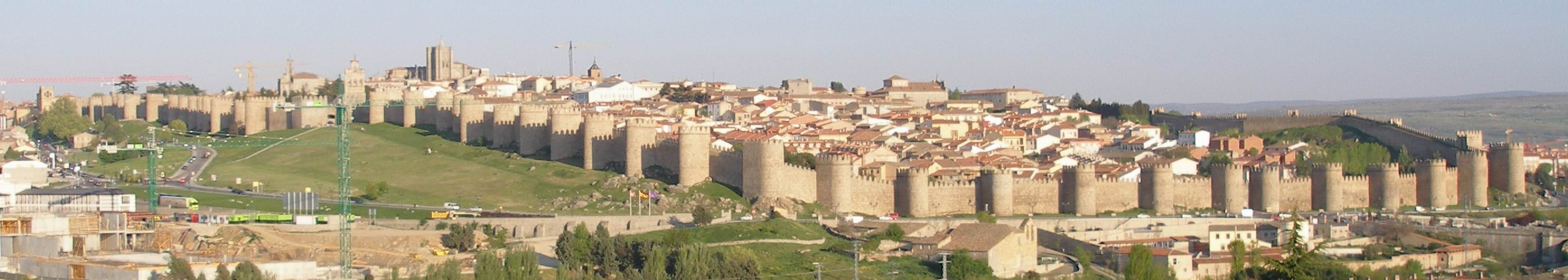
Vista geral da muralha